# Liste der denkmalgeschützten Objekte in Spillern
Die Liste der denkmalgeschützten Objekte in Spillern enthält die denkmalgeschützten, unbeweglichen Objekte der Gemeinde Spillern.

## Denkmäler
| Foto |                 | Denkmal                                                                | Standort                                           | Beschreibung | Metadaten |
| ---- | --------------- | ---------------------------------------------------------------------- | -------------------------------------------------- | --- | --- |
| ja   | Datei hochladen | Kath. Pfarrkirche Hl. Geist mit Pfarrhof HERIS-ID: 5151seit 2024       | Kirchenplatz 1 Standort KG: Spillern               | Die flache Betonkirche mit hoch aufragendem Glockenturm wurde 1965 gebaut. Die Buntglasfenster wurden von Clarisse Praun gestaltet.                                                                                | BDA-Hist.: Q1124641 Status: Bescheid Stand der BDA-Liste: 2025-06-30 Name: Kath. Pfarrkirche Hl. Geist mit Pfarrhof GstNr.: 1364/15 Pfarrkirche Spillern          |
| ja   | Datei hochladen | Bildstock HERIS-ID: 5155 Objekt-ID: 1017                               | Marienhofstraße Standort KG: Spillern              | Bildstock mit achtseitigem Schaft und Quaderaufsatz aus der zweiten Hälfte des 19. Jahrhunderts. | BDA-Hist.: Q37719415 Status: § 2a Stand der BDA-Liste: 2025-06-30 Name: Bildstock GstNr.: 1457/1 Bildstock Marienhofstrasse in Spillern                           |
| ja   | Datei hochladen | Bildstock Spielmann-Hansel-Kreuz HERIS-ID: 13077 Objekt-ID: 9244       | Standort KG: Spillern                              | Wegkreuz errichtet um ca. 1500. Erinnert an die Legende vom Spielmannshansel, der durch sein Geigenspiel seine Verurteilung zum Tode wegen Mordes abwenden konnte. Stellte früher die Ortsgrenze zu Stockerau dar. | BDA-Hist.: Q38152948 Status: § 2a Stand der BDA-Liste: 2025-06-30 Name: Bildstock Spielmann-Hansel-Kreuz GstNr.: 1452 Spielmann-Hansel wayside shrine in Spillern |
| ja   | Datei hochladen | Evang. Pfarrkirche A.B., Heilandskirche HERIS-ID: 5154 Objekt-ID: 1016 | Stockerauer Straße 23, neben Standort KG: Spillern | Schlichter Rechteckbau mit kleiner Rundapsis und Fassadenreiter mit Haubendach. Erbaut 1831. | BDA-Hist.: Q1594755 Status: § 2a Stand der BDA-Liste: 2025-06-30 Name: Evang. Pfarrkirche A.B., Heilandskirche GstNr.: .18 Heilandskirche Spillern                |